# Silves
För andra betydelser, se Silves (olika betydelser).
Silves (portugisiskt uttal: [ˈsilvɨʃ]
 ( lyssna)) är en stad och kommun i Farodistriktet i regionen Algarve i södra Portugal. Silves var tidigare huvudstad i Algarve under den moriska tiden, och anses därför ha viktig historisk betydelse.

## Ortnamnet
Ortnamnet Silves härstammar möjligen från latinets silva (”område med träd”), som i sin arabiska form blev Xilb.

## Freguesias
Silves indelas i sex freguesias:
- Alcantarilha e Pêra
- Algoz e Tunes
- Armação de Pêra
- São Bartolomeu de Messines
- São Marcos da Serra
- Silves

### Fotnoter
1. ↑  ”Silves” (på portugisiska). Infopédia. Porto Editora. https://www.infopedia.pt/apoio/artigos/$silves. Läst 19 juni 2022.
2. ↑   Grande enciclopédia portuguesa e brasileira: Actualização, Zairol, 1998, ISBN 972-9362-16-5
3. ↑  ”Toponímia - Silves” (på portugisiska). Infopédia. Porto Editora. https://www.infopedia.pt/dicionarios/toponimia/Silves. Läst 19 juni 2022.